# Abdelhak Abdelhafid
Abdelhak Abdelhafid (en arabe : عبد الحق عبد الحفيظ) est un footballeur algérien né le 14 décembre 1991 à Béchar. Il évolue au poste d'avant centre à la JS Saoura.

## Biographie
Il évolue en première division algérienne avec son club formateur, la JS Saoura, l'Olympique de Médéa, le NC Magra et le MC Oran.
En septembre 2020, il rejoint le club Algérois, le MC Alger pour un contrat de deux ans.
Il dispute la Ligue des champions de la CAF saison 2020-21 avec le MCA.